# サムスン電機
サムスン電機（サムスンでんき、三星電機、朝: 삼성전기、英: Samsung Electro-Mechanics）は韓国の企業である。サムスングループの電子系列会社のうち、電子部品製造を担っている。積層チップセラミックコンデンサ (MLCC）などのチップ部品、印刷回路基板、カメラモジュール、ネットワークモジュールなどを生産し、半導体用基板の分野では2005年から世界1位を記録している。
2010年代にはベトナムに生産拠点を新設し、フィリピン、天津に工場を新設するなど、グローバル企業としての本格的な歩みを進めている。

## 会社概要
1973年、サムスン三洋パーツとして設立され、翌年に商号をサムスン電機パーツに変更した。
1977年、サムスン電子部品に、1987年、サムスン電機に商号を変更した。
本社は韓国の水原(スウォン)にあり、世宗(セジョン)、釜山(プサン)に生産工場を所有している。
また、海外には中国、タイ、フィリピン、ベトナムなどに生産法人がある。
2019年の売上高は8兆408億ウォンであり、営業利益は7340億ウォンの実績を持つ。

## 主要製品

### MLCC(Multi Layer Ceramic Capacitor)
電子機器に最適な量の電流を流すようにする部品であり、一種のダムのような役割を果たしている。スマートフォンに約800個、LED TVに約2,000個が搭載されるなど、すべての電子製品に共通用いられる汎用部品である。電子機器の小型化により、小型化及び高容量のMLCCを開発することが世界的な傾向であり、サムスン電機は超小型0402MLCC（0.4mm x 0.2mm ※髪の毛の太さと同様）を生産している。最近ではMLCC市況が好転し、平均単価が引き上げられている傾向にあるため、サムスン電機コンポーネント事業部の業績はさらに向上すると予測される。
※ 韓国経済新聞の記事脚注(9/11)

### カメラモジュール(Camera Module)
カメラモジュールは、レンズを通して入ってきた画像を、センサーを利用してデジタル信号に変換させて、写真及び動画の撮影を可能にする部品である。サムスン電機は、スマートフォン、タブレットPCのほか、自動車電装用、センシング用などの新規市場に事業領域を拡大している。サムスン電機は、こうした事業をスマートフォン用カメラモジュールの高画素、超小型、Auto Focus、手ブレ補正機能及び高品質のアクチュエータ/レンズなどを適用して付加価値を高めている。最近では、Galaxy Note 8にデュアルカメラモジュールの供給を開始し、カメラモジュール事業の急速な成長が見込まれる。
※ 韓国電子新聞の記事脚注(6/14)

### リジッドフレキシブル基板(Rigid-Flex PCB)
フレキシブル基板とリジッド基板が一体化しており、それぞれの長所である柔軟性と表面実装のための硬性を併せ持っている。モジュール間接続のためのコネクタが必要ないため、機器の小型化に有用であり、実装密度の向上を通じて、デザインの幅を広げることが可能である。薄くて柔軟性が必要なIT機器、主にカメラモジュールなどに使用される。
※ 韓国電子新聞の記事脚注 (11/16)

## 沿革
- 1973年 3月: サムスン三洋パーツ設立
- 1974年「サムスン電機パーツ」に商号変更
- 1977年 5月: 「サムスン電子部品」に商号変更
- 1987年 2月: 「サムスン電機」に商号変更
- 1990年 11月: タイ法人を設立
- 1994年 1月: 天津に中国法人を設立
- 1997年 7月: フィリピン法人を設立
- 2001年 5月: 中国法人が高新に拠点を開設
- 2009年 4月: サムスン電子と合弁でLEDを製造するサムスンLEDを設立
- 2009年10月: ダウ・ジョーンズ・サステナビリティ・インデックス (DJSI)に編入
- 2010年 4月: 「世界最小ウルトラスリムチューナー」開発[1]
- 2010年 7月: 中国法人が崑山に拠点を開設
- 2011年 9月: 中国天津浜海工場竣工
- 2011年 10月: 世界最高性能0603 2.2μF MLCC開発[2]
- 2013年 7月: ベトナムに生産拠点設立
- 2013年 10月: 世界最高性能カメラモジュール開発[3]
- 2014年 1月: 世界初の磁気充電方式無線充電認証[4]
- 2016年 9月: ダウ・ジョーンズ・サステナビリティ・インデックスに8年連続で採用[5]
- 2016年 8月: フィリピン、天津(浜海)新工場完工
- 2017年 4月: フィリピン法人新工場竣工
- 2017年 5月: 天津法人新工場竣工

## 支配構造
サムスン電機の理事会は3名の社内理事、4名の社外理事で構成され、理事会内には補償委員会、経営委員会、監査委員会、社外理事候補推薦委員会、内部取引委員会など5つの小委員会がある。現在、サムスン電機理事会の議長には、社外理事が選任されている。

## グリーン経営
サムスン電機は、2011年に国内3つの事業所についてエネルギー経営システムISO 50001認証を取得し、2014年には中国及びタイ事業所も同認証を取得した。2016年にはフィリピン法人とベトナム法人が同認証を取得したことにより、全ての生産法人がISO50001認証取得を完了した。

## 関連企業
- サムスン電子
- サムスンSDI
- サムスンモバイルディスプレイ
- サムスンコーニング精密素材
- サムスンLED
- サムスン重工業
- ハンファテックウィン
- サムスン物産
- サムスンエンジニアリング